# Homoiodoris
Homoiodoris là một chi sên biển, nhóm con sên biển mang trần thuộc nhánh Doridacea, là động vật thân mềm chân bụng không vỏ sống ở biển trong họ Dorididae.

## Các loài
Các loài thuộc chi Homoiodoris bao gồm:
- Homoiodoris japonica  Bergh, 1882